# Adaptation fondée sur les écosystèmes
L'adaptation fondée sur les écosystèmes (en anglais : Ecosystem based adaptation, EbA) englobe un large éventail d'approches visant à s'adapter au changement climatique . Elles impliquent toute la gestion des écosystèmes et de leurs services afin de réduire la vulnérabilité des communautés humaines aux effets du changement climatique. La Convention sur la diversité biologique définit l'EbA comme « l'utilisation de la biodiversité et des services écosystémiques dans le cadre d'une stratégie globale d'adaptation visant à aider les populations à s'adapter aux effets néfastes du changement climatique ».
L'approche de l'Adaptation fondée sur les écosystèmes (EbA) vise à protéger, à gérer durablement et à réhabiliter des écosystèmes tels que les forêts, les prairies, les zones humides, les mangroves ou les récifs coralliens. Son objectif est de réduire les effets néfastes des risques climatiques, tels que les changements dans les schémas et les niveaux de précipitations, les variations des températures maximales et minimales, les tempêtes plus intenses et les conditions climatiques de plus en plus variables. L'EbA peut être mise en œuvre seule ou combinée à des approches techniques, (comme la construction de réservoirs d'eau ou de digues, des mesures hybrides comme les récifs artificiels, et des stratégies visant à renforcer les capacités des individus et des institutions à faire face aux risques climatiques, par exemple l'introduction de systèmes d'alerte précoce.
L'EbA s'inscrit dans le concept plus large de solutions basées sur la nature. Il complète et partage des éléments communs avec une grande variété d'autres approches pour renforcer la résilience des systèmes socio-écologiques. Ces approches comprennent l'adaptation communautaire, la réduction des risques de catastrophe basée sur les écosystèmes, l'agriculture intelligente face au climat et les infrastructures vertes, et mettent souvent l'accent sur l'utilisation de processus participatifs et inclusifs et sur l'engagement de la communauté/des parties prenantes . Le concept d'EbA a été promu par les forums internationaux, y compris les processus de la Convention-cadre des Nations Unies sur les changements climatiques (CCNUCC) et de la Convention sur la diversité biologique (CDB) . Un certain nombre de pays font explicitement référence à l'EbA dans leurs stratégies d'adaptation au changement climatique et leurs contributions déterminées au niveau national (CDN) dans le cadre de l' Accord de Paris.
Malgré les nombreux obstacles à l'adoption généralisée de l'Adaptation fondée sur les écosystèmes (EbA) par les parties prenantes et les décideurs des secteurs public et privé, il existe une coopération solide entre les chercheurs, les défenseurs et les praticiens des groupes de conservation de la nature et de développement durable pour mieux comprendre le potentiel de l'EbA. De plus en plus, l'EbA est considérée comme une approche efficace pour relever les défis liés au changement climatique et à la pauvreté dans les pays en développement, où de nombreuses personnes dépendent des ressources naturelles pour leur vie et leurs moyens de subsistance

## Aperçu général
L'adaptation fondée sur les écosystèmes (EbA) décrit une variété d'approches pour s'adapter au changement climatique, qui impliquent toutes la gestion des écosystèmes pour réduire la vulnérabilité des communautés humaines aux impdacts du changement climatique tels que les tempêtes et les inondations l'érosion côtière, la salinisation des ressources en eau douce et la perte de productivité agricole. L'EbA se situe à l'intersection de l'adaptation au changement climatique, du développement socio-économique et de la conservation de la biodiversité.